# Marele premiu (film din 1966)
Marele premiu (titlul original: în engleză Grand Prix) este un film dramatic american, realizat în 1966 de regizorul John Frankenheimer, prezentând dramatimul concursurilor de Formula 1, accentul fiind pus pe piloți și pe mediul lor, pe activitatea în echipe și pe cursele la care participă cu toții.
În timpul producției, filmările de studio au fost combinate cu filmări de televiziune de pe pistele de curse. În cele mai multe cazuri, doar perioada din jurul weekendurilor de cursă a fost disponibilă pentru această muncă. Prezentările realiste ale accidentelor de curse, unele dintre ele în stil documentar, sunt și astăzi deosebit de împresionante.
Protagoniștii filmului sunt actorii James Garner, Yves Montand, Eva Marie Saint și Toshiro Mifune. 

## Distribuție
- James Garner – Pete Aron
- Yves Montand – Jean-Pierre Sarti

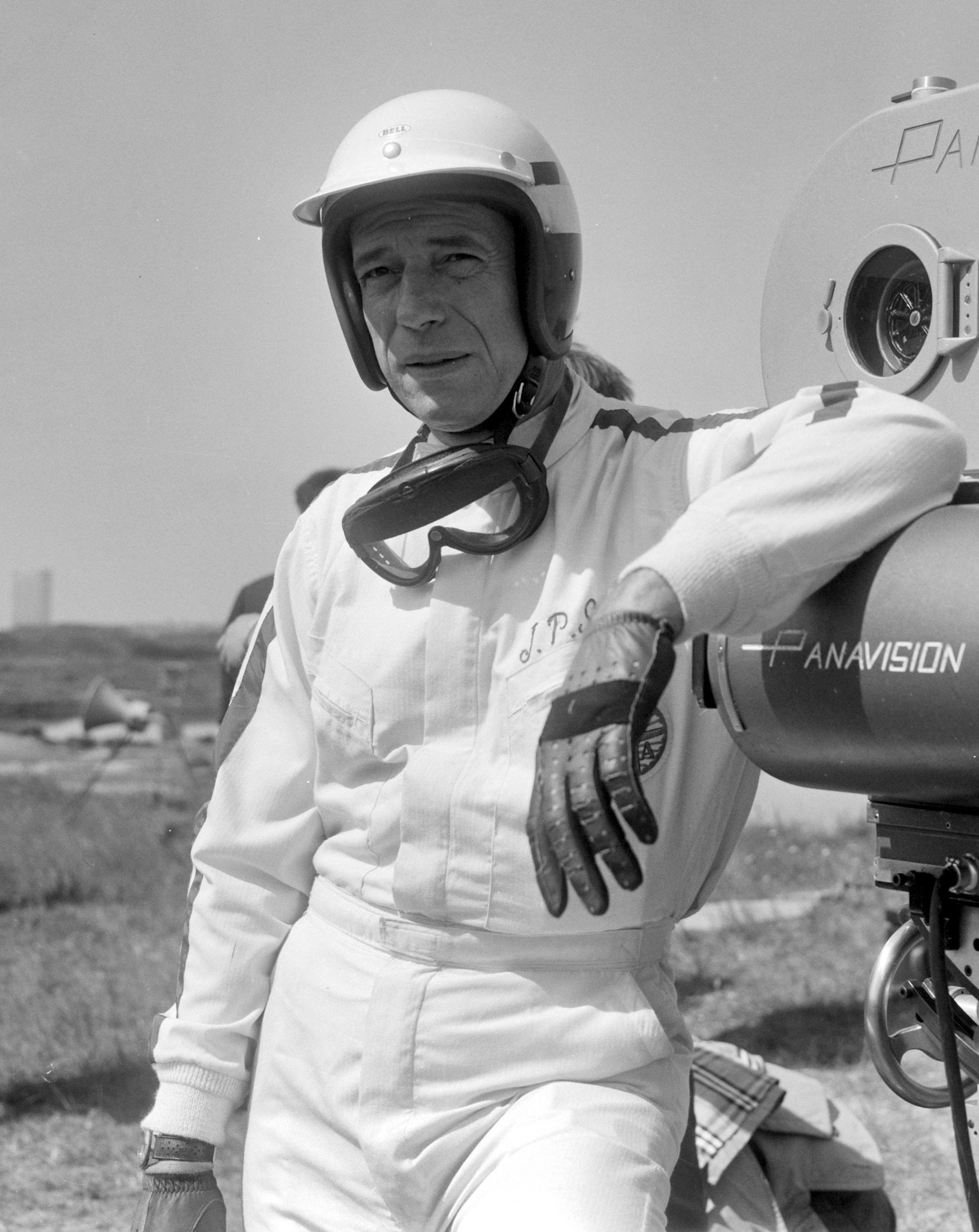
Yves Montand în rolul lui Jean-Pierre Sarti

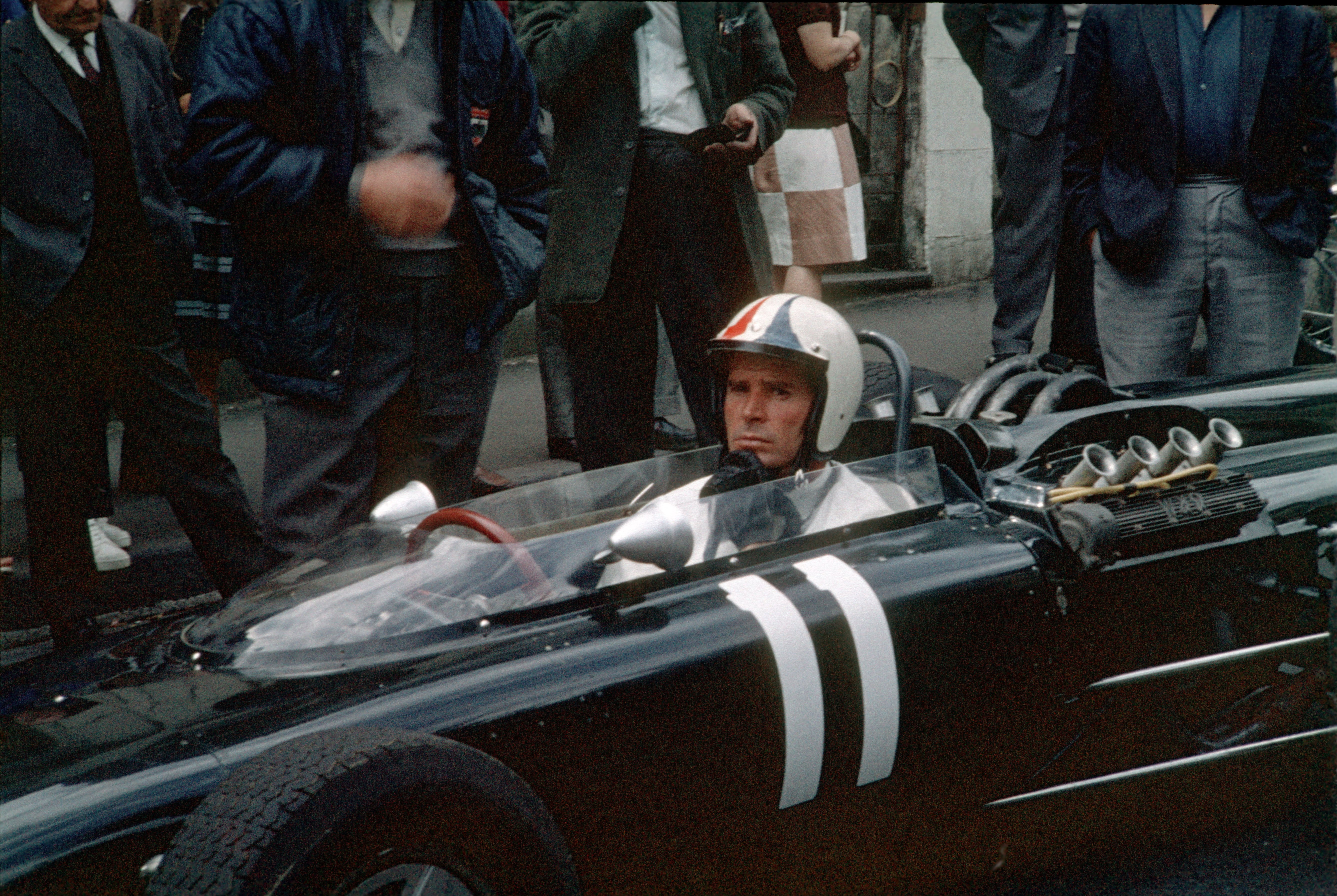
James Garner ca Pete Aron.

- Eva Marie Saint – Louise Frederickson
- Toshiro Mifune – Izo Yamura
  - Paul Frees – vocea lui Yamura
- Brian Bedford – Scott Stoddard
- Antonio Sabàto – Nino Barlini
- Adolfo Celi – Agostino Manetta
- Claude Dauphin – Hugo Simon
- Jack Watson – Jeff Jordan
- Donald O'Brien – Wallace Bennett
- Albert Rémy – un medic chirurg
- Jessica Walter – Pat Stoddard
- Françoise Hardy – Lisa
- Enzo Fiermonte – Guido
- Geneviève Page – Monique Delvaux-Sarti
- Rachel Kempson – dna. Stoddard
- Ralph Michael – dl. Stoddard
- Alan Fordney – comentator sportiv
- Anthony Marsh – comentator sportiv
- Jean Michaud – tatăl copilului
- Graham Hill – Bob Turner
- Phil Hill – Tim Randolph
- Bernard Cahier – un jurnalist

## Trivia
Filmul include imagini din viața reală a curselor și apariții cameo ale piloților, inclusiv campionii mondiali de Formula 1 Phil Hill, Graham Hill, Juan Manuel Fangio, Jim Clark, Jochen Rindt și Jack Brabham. Alți piloți care au apărut în film sunt Dan Gurney, Ludovico Scarfiotti, Richie Ginther, Joakim Bonnier, Bruce McLaren și Jo Siffert.

## Premii și nominalizări
Unul dintre cele zece filme cu cele mai mari încasări din 1966, filmul Marele premiu a câștigat trei premii ale Academiei pentru realizările sale tehnice.[3]
- 1967 – Premiile Oscar
  - Cel mai bun montaj lui Fredric Steinkamp, Henry Berman, Stu Linder și Frank Santillo
  - Cel mai bun mixaj sonor lui Franklin Milton (MGM SSD)
  - Cea mai bună editare sonoră lui Gordon Daniel
- 1967 – Premiile Globul de Aur
  - Nominalizare pentru Cel mai bun actor debutant lui Antonio Sabàto
  - Nominalizare pentru Cea mai bună actriță debutantă lui Jessica Walter
- 1967 – American Cinema Editors
  - Nominalizare pentru cel mai bun montaj lui Fredric Steinkamp, Henry Berman, Stu Linder și Frank Santillo
- 1967 – Directors Guild of America
  - Nominalizare pentru Directors Guild of America Award lui John Frankenheimer